# U-1051
Unterseeboot 1051 foi um submarino alemão do Tipo VIIC, pertencente a Kriegsmarine que atuou durante a Segunda Guerra Mundial.

## Comandantes
| Comandante                  | Data                                       |
| --------------------------- | ------------------------------------------ |
| Oblt. Heinrich von Holleben | 4 de março de 1944 - 26 de janeiro de 1945 |

## Subordinação
Durante o seu tempo de serviço, esteve subordinado às seguintes flotilhas:
| Período                                      | Flotilha                                   |
| -------------------------------------------- | ------------------------------------------ |
| 4 de março de 1944 - 31 de dezembro de 1944  | 5. Unterseebootsflottille (treinamento)    |
| 1 de janeiro de 1945 - 26 de janeiro de 1945 | 11. Unterseebootsflottille (serviço ativo) |